# Spanje op het Eurovisiesongfestival 1991
Spanje nam deel aan het Eurovisiesongfestival 1991 in Rome (Italië). Het was de 29ste deelname van het land aan het festival.

## Selectieprocedure
Net zoals de voorbije jaren koos de TVE ervoor om de kandidaat intern te selecteren.
Men koos voor de Spaanse zanger Sergio Dalma met het lied Bailar pegados.

## In Rome
In Italië moest Spanje optreden als 19de, net na België en voor het Verenigd Koninkrijk. Op het einde van de puntentelling hadden ze 119 punten verzameld, goed voor een 4de plaats.
Men ontving 2 keer het maximum van de punten.
Nederland nam niet deel in 1991 en België gaf 6 punten voor deze inzending.

### Gekregen punten

#### Finale
| 12 punten              | 10 punten                      | 8 punten                           | 7 punten                 | 6 punten                                           |
| ---------------------- | ------------------------------ | ---------------------------------- | ------------------------ | -------------------------------------------------- |
| - Cyprus - Zwitserland | - Griekenland                  | - Joegoslavië - Portugal - Turkije | - Duitsland - Oostenrijk | - België - Frankrijk - Ierland - Luxemburg - Malta |
| 5 punten               | 4 punten                       | 3 punten                           | 2 punten                 | 1 punt                                             |
|                        | - Finland - Noorwegen - Zweden |                                    | - IJsland - Israël       | - Verenigd Koninkrijk                              |

### Punten gegeven door Spanje

#### Finale
Punten gegeven in de finale:
| 12 punten | Israël      |
| 10 punten | Portugal    |
| 8 punten  | Frankrijk   |
| 7 punten  | Italië      |
| 6 punten  | Malta       |
| 5 punten  | Griekenland |
| 4 punten  | Zweden      |
| 3 punten  | België      |
| 2 punten  | Turkije     |
| 1 punt    | Duitsland   |

1961 · 1962 · 1963 · 1964 · 1965 · 1966 · 1967 · 1968 · 1969 · 1970 · 1971 · 1972 · 1973 · 1974 · 1975 · 1976 · 1977 · 1978 · 1979 · 1980 · 1981 · 1982 · 1983 · 1984 · 1985 · 1986 · 1987 · 1988 · 1989 · 1990 · 1991 · 1992 · 1993 · 1994 · 1995 · 1996 · 1997 · 1998 · 1999 · 2000 · 2001 · 2002 · 2003 · 2004 · 2005 · 2006 · 2007 · 2008 · 2009 · 2010 · 2011 · 2012 · 2013 · 2014 · 2015 · 2016 · 2017 · 2018 · 2019 · 2020 · 2021 · 2022 · 2023 · 2024 · 2025